# Артом, Исаак
Исаак Артом (итал. Isacco Artom; 1829—1900) — итальянский государственный деятель, сенатор Королевства и мемуарист XIX веке. Он стал первым в итальянской истории евреем, который занял столь высокий пост в руководстве страны.

## Биография
Исаак Артом родился в Пьемонте (тогда — в составе Сардинского королевства) в городе Асти 31 декабря 1829 года. Образование получил в Пизанском университете; при этом, вместе с университетским батальоном, принимал участие в сражениях против австрийцев в ходе Австро-итальянской войны.
Довольно продолжительное время состоял главным секретарем первого в истории итальянского премьер-министра Камилло Бенсо Кавура, после смерти которого (1861) совместно с Альбертом Бланом издал: «L’oeuvre parlementaire du comte de Cavour» (Париж, 1892; итальянский перевод — Флоренция, 1868 год).
Назначенный сенатором, представил сенату ряд важных отчетов, из которых напечатаны: «Trattato di commercio col sultanato di Zanzibar» (Рим, 1886); «Facolta al Groverno di mettere in vigore il 30 Giurno 1888, le convenziom di commercio e di navigatione che fossero per concludersi con la Francia, la Spagna e la Svizzera» (Рим, 1887).
Исаак Артом скончался в преклонном возрасте 24 января 1900 года в столице Италии городе Риме.